# Південне узбережжя Криму

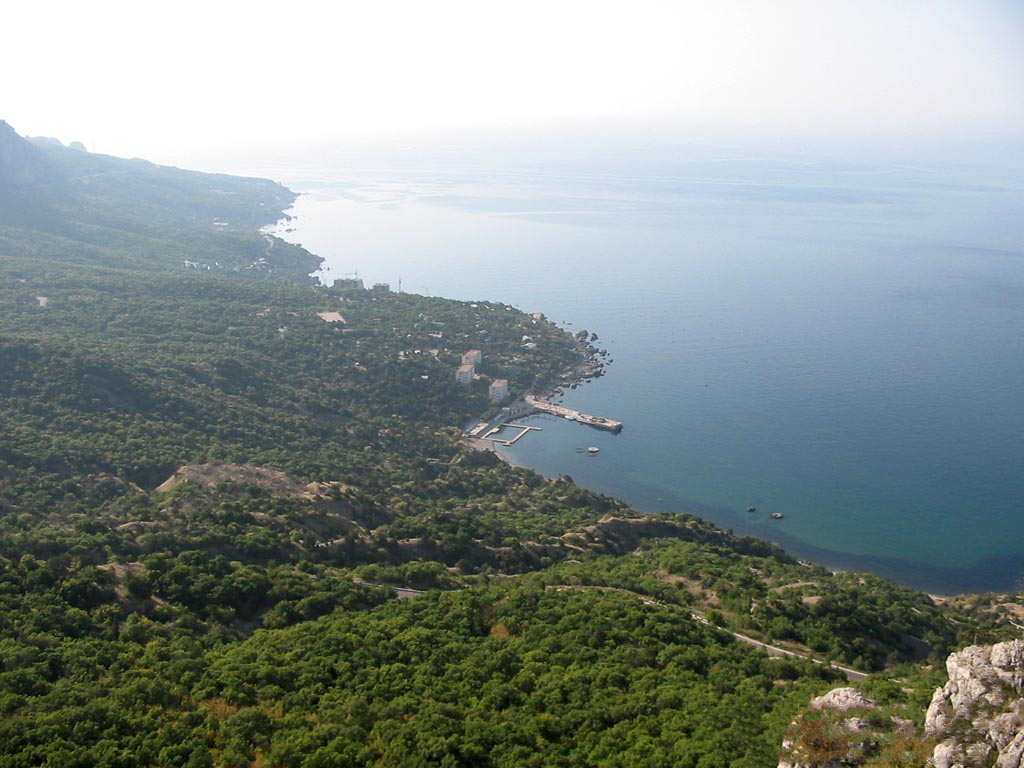
Південний берег Криму, Ласпінська бухта, мис Сарич

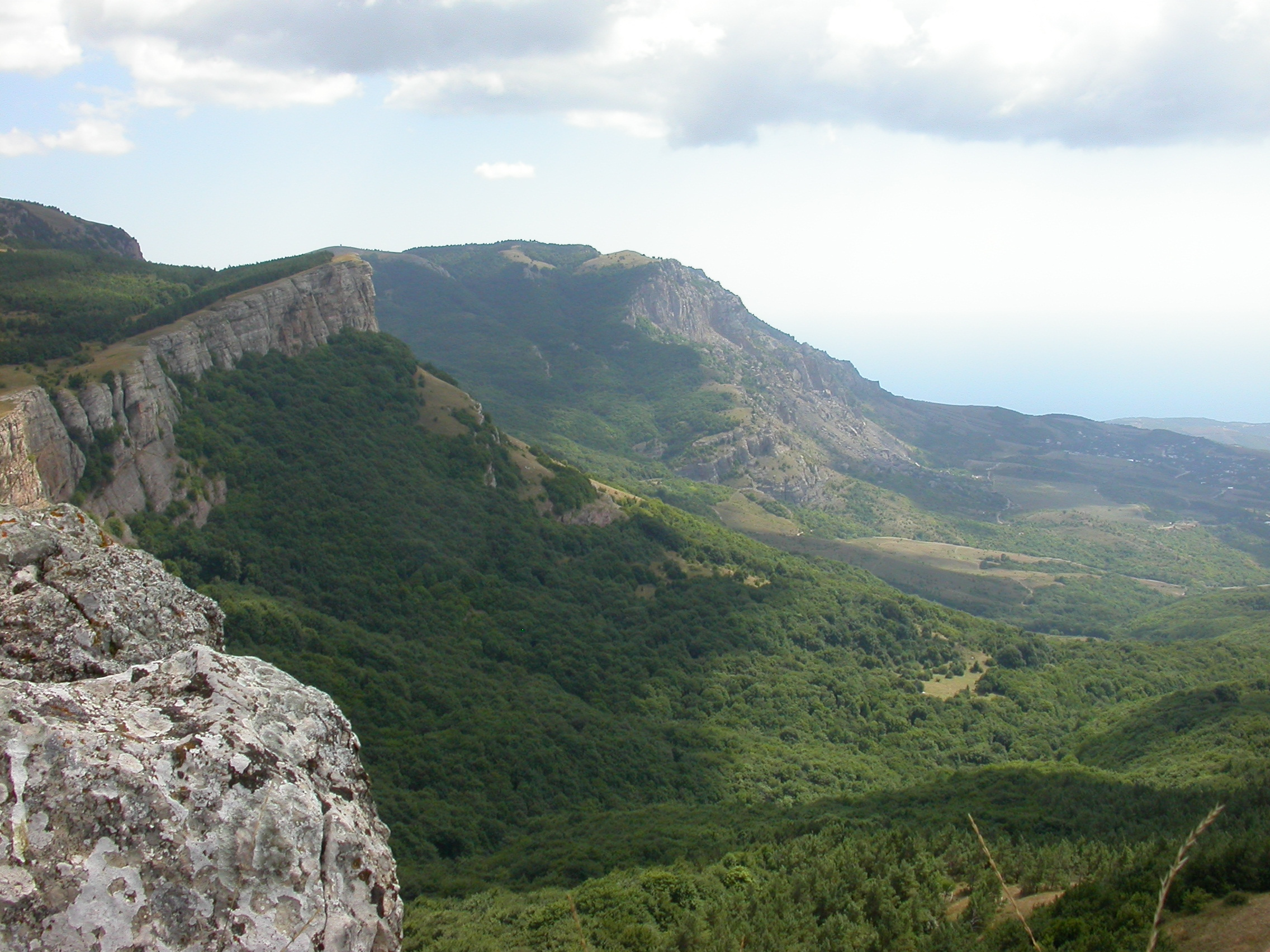
Уступ яйли біля Алушти

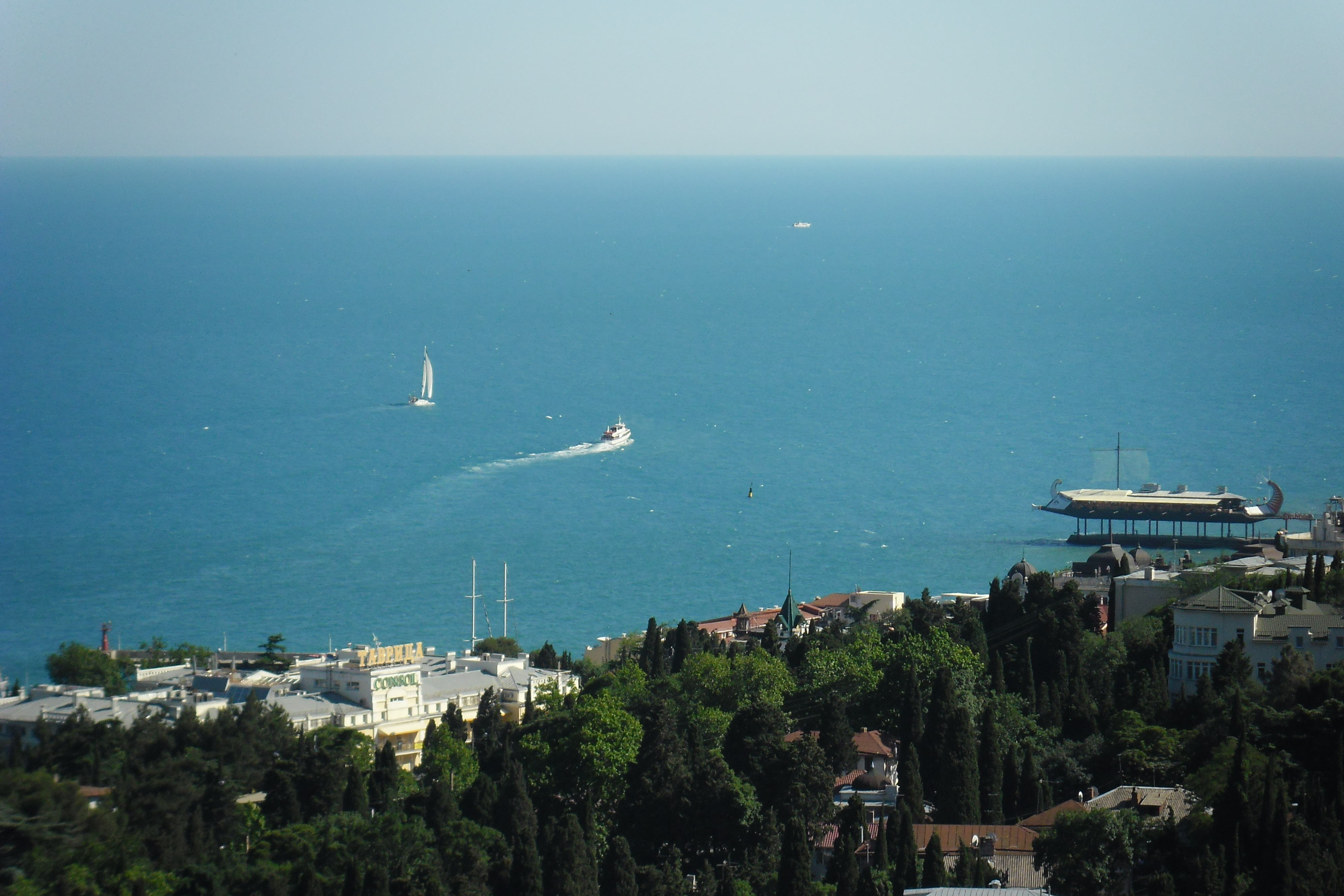
Південне узбережжя Криму. Вид на Чорне море. Район Ялти.

Яли Бою, Півде́нне узбере́жжя Кри́му або Півде́нний бе́рег Кри́му (ПБК; крим. Yalı Boyu), — частина чорноморського узбережжя Кримського півострова, від мису Айя на заході до масиву Кара-Даг на сході. Довжина близько 180 км, ширина 1-12 км, площа — 1255 км² (18 % території гірського Криму та близько 4,6 % площі півострова). Міжгірна улоговина біля Алушти — найширше місце південного узбережжя Криму. Скелі подекуди підходять до моря, а місцями відступають, утворюючи амфітеатри. Є найпівденнішим берегом України.

## Рельєф
Пологогорбиста поверхня, складена глинистими сланцями й вапняками, обмежена із півночі уступом Яйли, що круто обривається до моря на ділянці від мису Айя до Алушти. Загалом це прибережно-схилові височини (до висоти 400 м), окремі вулканічні низькогір'я та міжгірні улоговини.

## Геологія
У районі Гурзуфа розташований лаколіт Аю-Даг (Ведмідь-гора), біля Коктебеля — древній вулканічний масив Кара-Даг.

## Клімат
Південне узбережжя Криму — найтепліша ділянка кримського узбережжя та всієї України. Клімат середземноморський субтропічний (так звані «північні субтропіки»). Циклони взимку й підвищений атмосферний тиск улітку. У Ялті буває близько 210 ясних сонячних днів на рік. Близько 150 діб на рік середня добова температура вище +15 °C. Весна розпочинається рано. Літо сухе, майже бездощове, довге і спекотне, освіжають лишень морські бризи. Опади, які приносять середземноморські циклони, випадають восени і взимку. Зима дуже тепла, тому сніг відразу тане. Середня температура липня й серпня близько +24 °C; середня температура січня близько +4 °C. Опадів випадає до 600 мм на рік.
На погоду дуже впливають Кримські гори і Чорне море. Гори влітку захищають узбережжя від сухого перегрітого повітря степу, а взимку від холодних північних вітрів. Улітку море прохолодніше, ніж суходіл, воно зменшує літню спеку. За літо вода в морі добре прогрівається і взимку воно поступово віддає тепло, зігріваючи повітря над узбережжям. Температура поверхневих шарів морської води біля узбережжя в січні-лютому +4…+6°С, у липні-серпні — до +26 °C, однак при апвелінгах можливі різкі зниження температури до +13…+16°С.
| Клімат Ялти                                                        | Клімат Ялти | Клімат Ялти | Клімат Ялти | Клімат Ялти | Клімат Ялти | Клімат Ялти | Клімат Ялти | Клімат Ялти | Клімат Ялти | Клімат Ялти | Клімат Ялти | Клімат Ялти | Клімат Ялти |
| Показник                                                           | Січ.        | Лют.        | Бер.        | Квіт.       | Трав.       | Черв.       | Лип.        | Серп.       | Вер.        | Жовт.       | Лист.       | Груд.       | Рік         |
| Абсолютний максимум, °C                                            | 17,8        | 19,0        | 27,8        | 28,5        | 33,0        | 34,2        | 39,1        | 39,1        | 35,0        | 31,5        | 25,3        | 22,8        | 39,1        |
| Середній максимум, °C                                              | 7,1         | 7,1         | 9,5         | 14,4        | 19,8        | 24,7        | 28,2        | 28,4        | 23,4        | 17,8        | 12,4        | 8,6         | 16,8        |
| Середня температура, °C                                            | 4,4         | 4,0         | 6,1         | 10,7        | 15,8        | 20,6        | 24,1        | 24,4        | 19,3        | 14,2        | 9,2         | 5,9         | 13,2        |
| Середній мінімум, °C                                               | 2,3         | 1,6         | 3,5         | 7,7         | 12,6        | 17,2        | 20,3        | 20,5        | 15,9        | 11,2        | 6,7         | 3,7         | 10,3        |
| Абсолютний мінімум, °C                                             | −12,2       | −12,3       | −7,3        | −3,8        | 2,8         | 7,8         | 12,2        | 8,9         | 3,9         | −1,1        | −8,9        | −7,4        | −12,3       |
| Середня кількість сонячних годин на місяць                         | 74,4        | 81,2        | 136,4       | 180,0       | 235,6       | 285,0       | 316,2       | 291,4       | 234,0       | 167,4       | 99,0        | 68,2        | 2168,8      |
| Норма опадів, мм                                                   | 76          | 60          | 51          | 33          | 34          | 36          | 31          | 46          | 41          | 53          | 68          | 83          | 612         |
| Днів з опадами                                                     | 11          | 9           | 10          | 10          | 9           | 9           | 6           | 6           | 8           | 9           | 10          | 12          | 109         |
| ------------------------------------------------------------------ | ----------- | ----------- | ----------- | ----------- | ----------- | ----------- | ----------- | ----------- | ----------- | ----------- | ----------- | ----------- | ----------- |
| Джерело: pogoda.ru.net (1981-2010) та Hong Kong Observatory (2011) |             |             |             |             |             |             |             |             |             |             |             |             |             |

## Ґрунти
На Південному березі Криму сформувалися коричневі ґрунти.

## Рослинний світ
Це зона середземноморських вічнозелених твердолистих лісів та чагарників. Рослинність представлена ксерофітними дубово-ялівцевими лісами з ялівцю деревовидного, дуба пухнастого, скипидарного дерева. У підліску вічнозелені і листопадні чагарники, а також ксерофітні чагарникові зарості (шибляк). Серед них суничне дерево, грабинник, рускус, плющ деревовидний. Вище до висоти 900 м лежить пояс кримської сосни і дуба, а ще вище (до 1 300 м) у лісах переважає бук кримський. На схилі Яйли — ліси з бука, дубу, кримської сосни. Південне узбережжя Криму вкрите насадженими кипарисами, пальмами, магноліями, могутніми ліванськими кедрами і лаврами, і також іншою субтропічною вічнозеленою садово-парковою рослинністю і плодовими деревами (абрикоси, персики, мигдаль, хурма, інжир).
У східній частині панує рослинність із переважанням посухостійких злаків та колючих листопадних чагарників (глоду, шипшини, держидерева).

## Тваринний світ
Різноманітний тваринний світ Південного узбережжя Криму. Багато комах: метелики (рідкісний вид бражник мертва голова), жуки (турун кримський і вусач альпійський занесені до Червоної книги України), коники, бабки, джмелі. Комахи є кормом для багатого світу земноводних, плазунів (безнога ящірка — жовтопузик, змії), птахів, кажанів.
Кожної весни прилітають птахи: корольки, мухоловки, солов'ї, дрозди. На березі ж селяться чайки, баклани і качки, які живляться рибою. Хижі птахи, орли, яструби, соколи-сапсани, вони прилітають з гір та полюють на дрібних гризунів, зайців, білок.

## Охорона природи
Для збереження й охорони природи створено заповідники. Унікальні природні комплекси вулканічного масиву юрського періоду та морського узбережжя оберігаються в Карадазькому заповіднику, єдиному мінералогічному заповіднику України. Частину заповідника становить акваторія Чорного моря. У заповіднику «Мис Мартьян» охороняють реліктовий середземноморський ліс з ялівцю, дуба пухнастого, сосни кримської, фісташки. Нікітський ботанічний сад, як один з найстаріших у світі (заснований у 1811 року), зберігає унікальну колекцію субтропічних рослин (пальми, метасеквоя, туя, кедр, бамбук).

## Рекреація

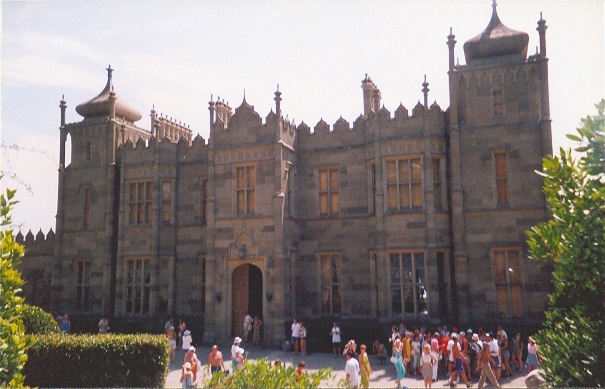
Воронцовський палац в Алупці

Південний берег Криму став відомим як курортна зона із середини XIX століття. Завдяки популярності серед аристократії Російської імперії наприкінці XIX — початку XX століть тут велося інтенсивне будівництво літніх палаців і вілл, з яких найвідоміші Лівадійський, Масандрівський, Воронцовський, Юсуповський палаци й Дюльбер, маєтки князів Раєвських та Гагариних (Карасан), оточені дивовижними парками.
У Криму зосереджена найбільша кількість санаторно-курортних закладів — 623, з них 63 — санаторії, які належать Росії, Білорусі, Узбекистану. За офіційними даними на півострові у туристичній сфері задіяно близько 700 тисяч суб'єктів підприємництва — це понад 10 тисяч чоловік.
Разом з тим туристична і санаторно-лікувальна галузі потерпають від низки проблем, а саме: недостатньої кількості коштів у місцевих бюджетах, які виділяються на розвиток інфраструктури курортів, невідповідності замірів води і ґрунту санітарно-епідеміологічним стандартам, зношеності берегозміцнювальних споруд і системи каналізаційно-очисних споруд. Суттєвою перепоною для розвитку рекреації стала анексія Криму Російською Федерацією в 2014 році, внаслідок чого транспортна система півострова була дезінтегрована, велика кількість суб'єктів підприємницької діяльності припинила роботу, а потік відпочиваючих зменшився у кілька разів.

## Адміністративний поділ
На даний момент Південний берег Криму займає території Севастополя (част.), Ялтинської, Алуштинської й Судацької та частково Феодосійської міськрад АР Крим. Після повернення державного суверенітету України над територією, вона буде входити до Бахчисарайського (част.), Ялтинського та Феодосійського (част.) районів АР Крим. , .